# Où veux-tu qu'je r'garde ? (chanson)
Pour l’album, voir Où veux-tu qu'je r'garde ?.
Singles de Noir Désir
Toujours être ailleurs
(1987)
Pistes de Où veux-tu qu'je r'garde ?
Toujours être ailleurs
(2)
Où veux-tu qu'je r'garde ? est le premier single du groupe de rock français Noir Désir sorti en septembre 1986. Seulement paru en France, en format vinyle, il comporte une face-B chantée en anglais, Lola. Les deux chansons apparaîtront sur le premier album du groupe en 1987, lui aussi intitulé Où veux-tu qu'je r'garde ?. Il a été édité chez Polydor.
Une version interprétée en anglais par le producteur Theo Hakola, intitulée Where Do You Want Me to Look?, est intégrée sur le single de Lolita nie en bloc en 1993.
Noir Désir interprète la chanson à la télévision en janvier 1988 sur France 3, dans l'émission La Nouvelle Affiche présentée par Julien Lepers. Deux vidéos figurent dans le DVD Soyons désinvoltes, n'ayons l'air de rien paru en 2011, dont un extrait de concert à l'Olympia de Paris en 1989.
Où veux-tu qu'je r'garde ? est reprise par le groupe Nouvelle Vague avec Emily Loizeau au chant en 2010 sur l'album Couleurs sur Paris.

## Titres du disque
Les deux chansons sont créditées Bertrand Cantat/Noir Désir
1. Où veux-tu qu'je r'garde ? - 4:42
2. Lola - 5:10

## Personnel
- Bertrand Cantat : Chant, guitare, harmonica
- Frédéric Vidalenc : Basse, chœurs
- Serge Teyssot-Gay : Guitare, chœurs
- Denis Barthe : Batterie
- Théo Hakola : Producteur
- Youri Lenquette : Photographie de la pochette
- Erwin Autrique : Assistant mixage
- Noir Désir : Mixage